# Hurt (singel Christiny Aguilery)
Hurt – piosenka piano pop stworzona na trzeci album studyjny amerykańskiej piosenkarki Christiny Aguilery pt. Back to Basics (2006). Wyprodukowany przez Lindę Perry, utwór wydany został jako drugi singel promujący krążek dnia 19 września 2006 roku.
Piosenka zyskała miano jednego z najlepiej sprzedających się singli Aguilery w Europie, gdzie objęła pozycje w Top 5 lub Top 10 większości notowań, na których się pojawiła. Zdobyła między innymi miejsca #1 na liście przebojów singlowych Szwajcarii oraz w zestawieniu Billboardu European Hot 100. W Ameryce Północnej sukces, jaki odniósł singel, był umiarkowany; zajął on miejsce #19 w notowaniu Billboard Hot 100. Odbiór utworu „Hurt” przez krytyków muzycznych był pozytywny, co przełożyło się na przyznane mu nagrody i nominacje.
Teledysk do singla wyreżyserowały wspólnie Aguilera oraz Floria Sigismondi, która w 2003 współpracowała z wokalistką nad realizacją klipu „Fighter”. Wideoklip spotkał się z korzystnymi opiniami oraz uzyskał kilka prestiżowych wyróżnień.

## Informacje o utworze
„Hurt” to nagrana w pierwszej połowie 2006 roku ballada, skomponowana w tonacji e-moll, oparta na schemacie metrycznym i wolnych ruchach 72 uderzeń na minutę. W utworze głos artystki opiera się na oktawach, od G3 do E5. Melodię stworzono przy udziale takich instrumentów muzycznych, jak: altówka, gitara basowa, bęben, gitara, kontrabas, fortepian, skrzypce i wiolonczela. Chordofony użyte w melodii zostały zaaranżowane przez Erica Gorfaina. Albumowa wersja utworu trwa cztery minuty i trzy sekundy; utwór łączy w sobie gatunku piano popu oraz soulu. Autorami melodii i tekstu są Christina Aguilera, Linda Perry (także producentka „Hurt”) oraz Mark Ronson. Tekst utworu oddaje cierpienie i żal, z jakim borykać może się człowiek po utracie ukochanej osoby. Owo odejście symbolizowane jest przez śmierć. Podmiot liryczny rozpacza po śmierci ukochanego, wspomina go oraz jest prześladowany przez poczucie winy towarzyszące po nagłej stracie miłosnego obiektu. Zdaniem dziennikarzy muzycznych Roberta Dimery’ego i Michaela Lydona, tematyka piosenki dotyczy odkupienia.

### Obecność w kulturze masowej
Dziennikarz Bartłomiej Ufniarz nazwał „Hurt” najczęściej wykonywanym przez uczestników talent shows utworem, będącym w stanie „pokazać dobre bądź tragiczne warunki głosowe oraz umiejętność interpretacji piosenki”. W kwietniu 2013 ballada została zaśpiewana przez wokalistkę Crystallię podczas jednego z nadawanych na żywo odcinków greckiego programu telewizyjnego Your Face Sounds Familiar. W listopadzie kolejnego roku aktorka Joanna Liszowska zinterpretowała piosenkę na łamach polskiej edycji programu. W kwietniu 2016 artystki muzyczne Anxhela Peristeri i Barbora Švidraňová wykonały „Hurt” na łamach dwóch innych edycji programu: kolejno – albańskiej i słowackiej.

## Wydanie singla
Początkowo Christina Aguilera nie chciała, aby „Hurt” ukazał się jako drugi singel promujący album Back to Basics. Przed faktem, to utwór „Candyman” miał promować krążek w drugiej kolejności i zostało to potwierdzone przez wokalistkę w kilku wywiadach. Pomimo tego, wytwórnia płytowa zdecydowała, że w związku ze zbliżającym się okresem świątecznym, „Hurt” stanie się pełną energii balladą, zaś sama kompozycja powtórzy ogromny sukces poprzedniej piosenki artystki z roku 2002, „Beautiful”. Ostatecznie w większości krajów europejskich sukcesy, jakie odniósł singel, przewyższyły popularność hitu „Beautiful”.
„Hurt” zadebiutowało w notowaniu Billboard Hot 100 na pozycji #100 dnia 5 października 2006 roku. Po dziesięciu tygodniach od debiutu utwór uzyskał, jako najwyższe, miejsce dziewiętnaste. W notowaniu UK Singles Chart kompozycja zyskała pozycję #11 i po roku od daty premiery singla w Wielkiej Brytanii, z powodu wysokiej sprzedaży w systemie digital download, w grudniu 2007 utwór znalazł się w Top 40 notowania, na miejscu #39. Pomimo że ballada nie zyskała pożądanego sukcesu w Stanach Zjednoczonych, znalazła się na szczytach list przebojów w Brazylii, Hiszpanii, Hongkongu, Islandii i Szwajcarii oraz w Top 3 oficjalnych notowań Austrii, Belgii, Filipin, Holandii, Kanady, Niemczech, Portugalii, Słowacji i Szwecji. Piosenka zdobyła również pozycję #3 na francuskiej liście przebojów, stając się najwyżej notowanym singlem Aguilery od czasu debiutanckiego „Genie in a Bottle” z roku 1999. W zestawieniu ogólnoeuropejskich przebojów (European Hot 100) utwór osiągnął pozycję szczytową. Remiksy „Hurt” cieszyły się powodzeniem w światowych klubach muzycznych. Utwór wszedł do czołowej dziesiątki zestawienia najpopularniejszych przebojów dyskotekowych, Global Dance Tracks, wydawanego przez Billboard.
„Hurt” został odznaczony złotą płytą w Stanach Zjednoczonych (ponad 1.187.000 sprzedanych egzemplarzy jedynie w systemie digital download), Austrii (30.000 sprzedanych egzemplarzy), Australii (35.000 sprzedanych egzemplarzy), Belgii (20.000 sprzedanych egzemplarzy), Niemczech (150.000 sprzedanych egzemplarzy) i Szwajcarii (15.000 sprzedanych egzemplarzy) oraz platyną w Kanadzie (10.000 sprzedanych egzemplarzy w samym tylko systemie digital download). Utwór zyskał również miano srebrnej płyty we Francji (100.000 sprzedanych egzemplarzy singla). Wyprzedano blisko trzy i pół miliona egzemplarzy singla.

## Opinie
Serwis internetowy Top10HM umieścił piosenkę na szczycie rankingu dziesięciu najlepszych singli Christiny Aguilery. Według redaktorów witryny the-rockferry.onet.pl, „Hurt” to jedna z najlepszych kompozycji nagranych przez Aguilerę w latach 1997–2010; w zestawieniu stu najważniejszych utworów artystki strona przypisała piosence pozycję #6. Niemiecka dziennikarka muzyczna Yavi Bartula (styleranking.de) wskazała „Hurt” jako jedną z pięciu najbardziej przyprawiających o dreszcze ballad z repertuaru Aguilery. Pod koniec sierpnia 2014 roku Jason Lipshutz, redaktor magazynu Billboard, uznał singel za jeden z piętnastu największych hitów Aguilery w Stanach Zjednoczonych. Dziennikarz Bartłomiej Ufniarz okrzyknął „Hurt” jako jeden z najbardziej poruszających utworów muzycznych. W sierpniu 2017 dziennikarze witryny popheart.pl opracowali listę dziesięciu najlepszych piosenek w całej karierze Aguilery. „Hurt” objął na niej miejsce drugie. W podobnym rankingu uplasował kompozycję Jason Scott (popdust.com). Bill Lamb (thoughtco.com; 2017) uznał nagranie za jedną z czterdziestu najlepszych piosenek pop wydanych po roku 2000.

### Recenzje
Wśród recenzji krytyków muzycznych dominowany głosy dodatnie lub nawet skrajnie entuzjastyczne. Chuck Taylor, czołowy dziennikarz magazynu Billboard, napisał, że „wokal Aguilery oddaje sedno bólu i trudu przemijania następujących po zrujnowaniu związku miłosnego” oraz uznał, iż utwór „ma melodię, która prowadzi go do chmur”. Ponadto pochwalił stronę producencką singla i zapowiedział mu nominację do nagrody Grammy. Recenzent internetowej witryny Blogcritics.org, Chris Evans, również docenił popisy wokalne Aguilery, uznając jej śpiew w utworze „Hurt” za „lepszy niż kiedykolwiek”; ponadto kilkusekundowe, fortepianowe wprowadzenie do kompozycji określił jako „przyprowadzające o dreszcze”. Współpracujący z portalem About.com i magazynem Billboard Bill Lamb wydał piosence maksymalnie pozytywną recenzję i przyznał jej ocenę w postaci . „Fortepian wspomagany przez cały sztab instrumentów muzycznych ustępuje jednemu z najbardziej technicznie oszałamiających głosów w muzyce pop, śpiewającemu o bólu (...) związanym z odejściem ukochanej osoby.” – napisał Lamb. Autor strony internetowej musicaddiction2.com wyraził się na temat utworu bardzo frenetycznie: „Piosenką, która zawsze pobudza mnie do płaczu, jest ‘Hurt’ (...). To naładowana największym tragizmem i emocjonalnością piosenka w dyskografii Christiny Aguilery. Instrumenty strunowe i fortepian wspólnie tworzą z ‘Hurt’ najbardziej rozdzierającą sercę melodię w historii. Piosenka rozwija się stopniowo, aż kreowane napięcie da się odczuć zbyt mocno, a Christina, w popisie wokalnym, kieruje słowa żalu do ukochanej osoby. Najbardziej uczuciowym fragmentem utworu jest jego końcówka, gdy słyszymy samotną melodię skrzypiec oraz wrażliwy i niemal załamany głos wykonawczyni. Perfekcyjny kawałek. Dramatyczny, lecz perfekcyjny”. Zdaniem Loli, publicystki współtworzącej dział „Muzyka” w ramach witryny Wirtualna Polska, ballada Aguilery to propozycja dla osób „chcących się poprzytulać”, która „spełniają swą pościelową funkcję”.

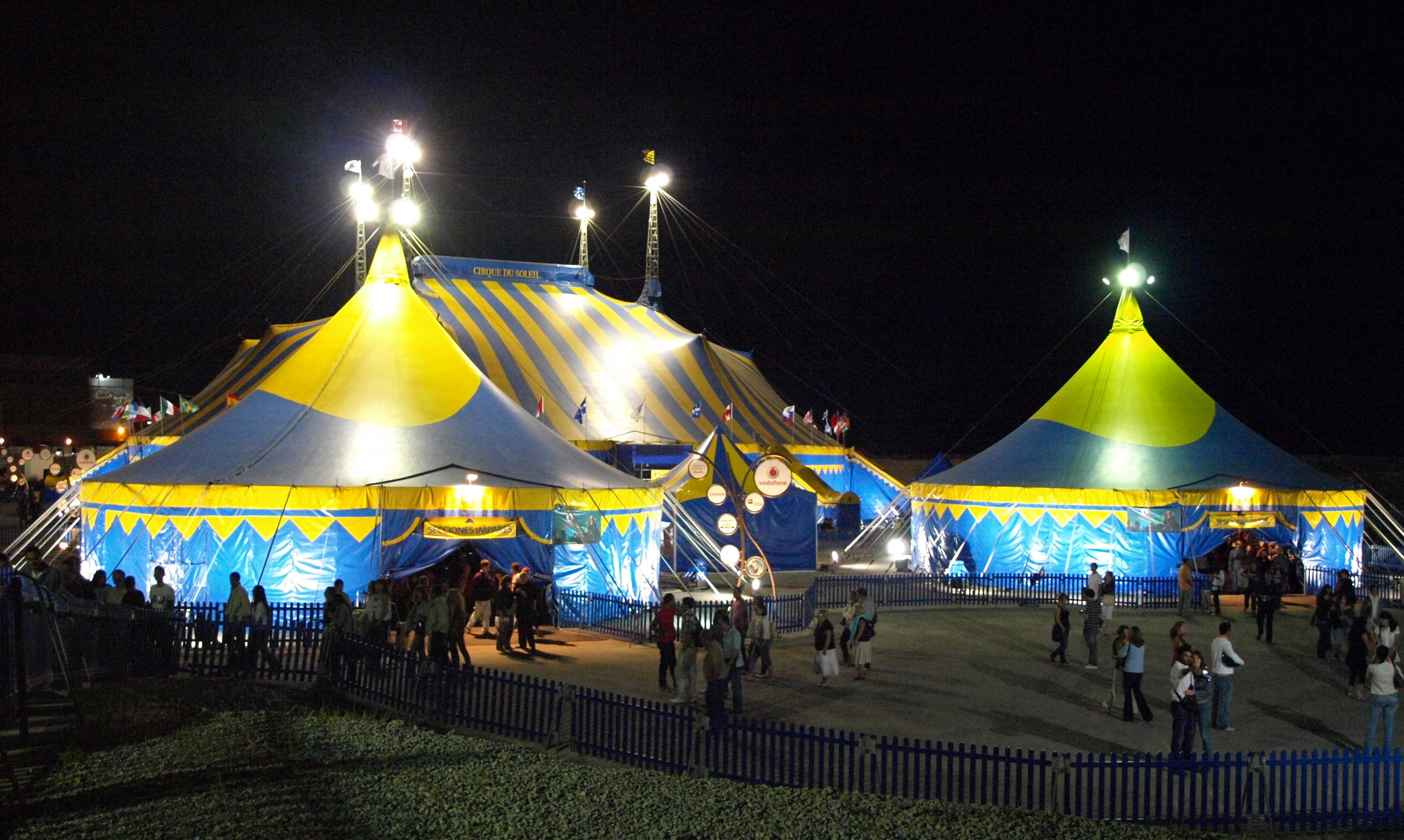
Cirque du Soleil, gdzie nakręcono wideoklip do utworu „Hurt”.

Wśród głosów krytyki marginalnie pojawiały się werdykty negatywne. W ramach recenzji albumu Back to Basics dla czasopisma Rolling Stone, Jenny Eliscu nazwała utwór „Hurt” „absurdalnym festiwalem ckliwości”. Holenderski dziennikarz Michiel Vos omówił utwór w 2019 roku, nazywając go „ikonicznym nagraniem” oraz „jedną z najlepszych ballad powstałych w latach dwutysięcznych”.

## Teledysk
Teledysk do singla reżyserowany był przez Florię Sigismondi i współreżyserowany przez Christinę Aguilerę oraz nagrywany przez ponad pięć dni we wrześniu 2006. Powstał jako produkcja wytwórni Revolver Film Co. Sigismondi i Aguilera pracowały już wcześniej w 2003 roku na planie teledysku „Fighter”, który zyskał sobie wielu entuzjastów wśród krytyków i fanów wokalistki. Owoc kolejnej współpracy obydwu odnotował swoją premierę dnia 17 października 2006 w programie Total Request Live stacji MTV. Wideoklip czternastokrotnie znalazł się na pozycji #1 notowania najpopularniejszych teledysków TRL.
Teledysk rozpoczyna się w kolorze czarno-białym końcówką utworu „Enter the Circus”/początkiem „Welcome”, ukazując spektakularne sztuczki cyrkowe. Klip przybiera kolorów, kiedy to sceny pokazują artystkę przygotowującą się do wykonywania cyrkowych akrobacji w garderobie. Nagle Aguilera otrzymuje telegram, informujący o śmierci jej ojca. Retrospekcja pokazuje małą artystkę (w tej roli aktorka Laci Kay) oglądającą występ kobiety chodzącej po linie w cyrku, a następnie naśladującą jej wyczyny razem ze swoim ojcem (Timothy V. Murphy). Wtedy dziewczynka dostaje od mężczyzny wisiorek. Następna scena teledysku pokazuje wokalistkę siadającą na słoniu. Po tymże występie wokół gwiazdy zbierają się fotografowie oraz fani. Nagle artystce przed oczami zjawia się jej ojciec, który w rzeczywistości nie żyje. Christinie przypominają się ważne sceny z jej życia z udziałem ojca. Poruszona wspomnieniami wybiega z cyrku, upadając na ziemię. Klip kończy ujęcie płaczącej wokalistki.
Teledysk powtórzył sukces artystyczny klipu „Fighter”, ponadto stał się przebojem telewizyjnych stacji muzycznych. W 2007 uzyskał łącznie cztery nagrody OVMA, zwyciężając we wszystkich kategoriach, w których był nominowany. Teledysk do utworu „Hurt”, opublikowany przez oficjalny kanał VEVO Christiny Aguilery w serwisie YouTube, został odtworzony blisko sto osiemdziesiąt pięć milionów razy (stan na kwiecień 2019). Elizabeth Learned, redaktorka witryny thecelebritycafe.com, umieściła wideo w zestawieniu dziesięciu najlepszych teledysków w karierze Aguilery, na miejscu trzecim. Mike Nied (Idolator), podobnie, wyłonił „Hurt” jako jeden z dziesięciu najlepszych klipów artystki.

### Współtwórcy
- Reżyseria: Floria Sigismondi[35]
- Aktorzy: Christina Aguilera, Timothy V. Murphy, Laci Kay
- Producent: Joanna Shaw[35]
- Producent wykonawczy: Kelly Norris Sarno[35]
- Makijaż: Jake Bailey[36]
- Fryzury: Peter Savic[37][36]
- Wytwórnia: Revolver Films[35]

## Promocja i wykonania koncertowe

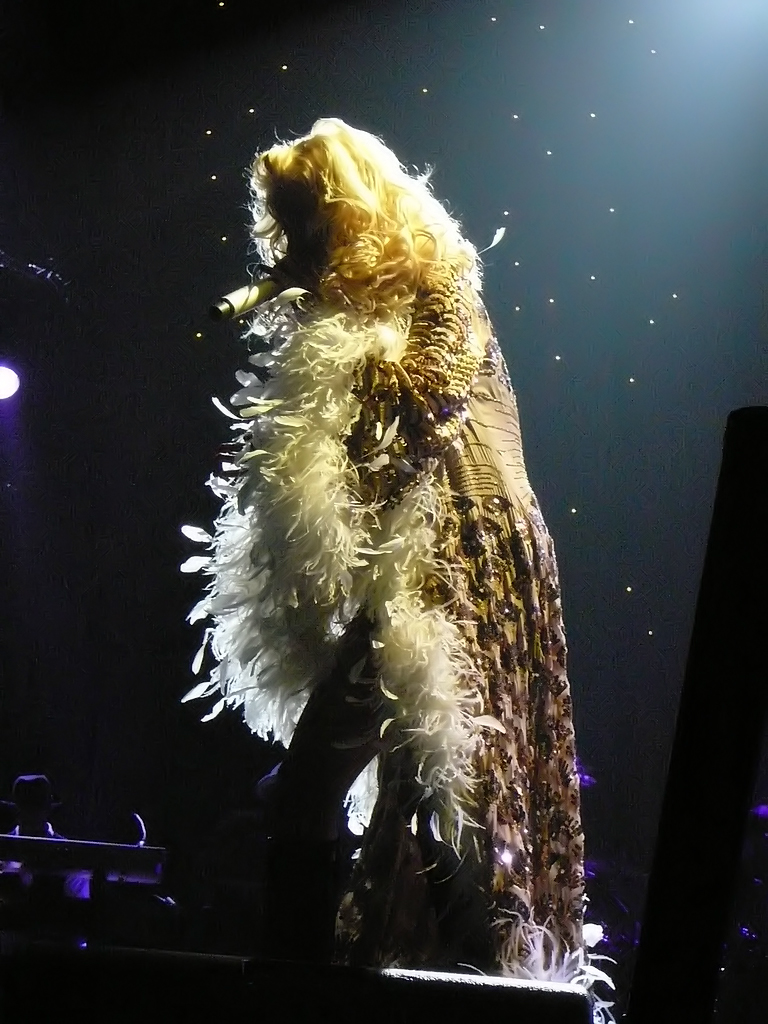
Christina Aguilera wykonuje utwór „Hurt” podczas trasy koncertowej Back to Basics Tour.

Po raz pierwszy utwór zaprezentowany został publicznie czerwcem 2006 roku w trakcie 15. gali MTV Movie Awards. Według Maddy Shaw Roberts, dziennikarki związanej ze stacją radiową Classic FM, wykonanie to nawet po trzynastu latach pozostaje „szczególnie pamiętne” i dało artystce okazję do zaprezentowania „wszelkich swoich popisowych umiejętności wokalnych”. 29 listopada 2006 Aguilera promowała utwór podczas występu w świątecznym programie telewizyjnym stacji NBC Christmas at Rockefeller Center, a w czerwcu 2007 wykonała go na gali rozdania nagród Muz-TV Awards w Moskwie. Promocja obejmowała także koncerty w programach telewizyjnych Saturday Night Live oraz Wetten, dass..?. W połowie października 2008 roku artystka gościła w jednym z odcinków teleturnieju Var mısın? Yok musun?, tureckiej wersji znanego show Deal or No Deal. Zaśpiewała piosenki „Beautiful” i „Hurt”.
Od listopada 2006 do lipca 2007 Aguilera koncertowała z utworem w tournée po Europie, Ameryce Północnej, Azji i Australii podczas Back to Basics Tour. „Hurt” był elementem segmentu trasy Circus.

## Nagrody i wyróżnienia
| Rok  | Ceremonia                   | Nagroda                                     | Rezultat  |
| ---- | --------------------------- | ------------------------------------------- | --------- |
| 2006 | Rockbjörnen                 | najlepsza zagraniczna piosenka              | Nominacja |
| 2006 | Teen.com Awards             | najlepsza smutna piosenka żeńskiego artysty | Wygrana   |
| 2006 | Cyprus Music Academy Awards | piosenka roku                               | Nominacja |
| 2006 | Cyprus Music Academy Awards | najlepszy występ wokalny                    | Wygrana   |
| 2006 | Cyprus Music Academy Awards | najlepszy żeński występ wokalny             | Nominacja |
| 2006 | Cyprus Music Academy Awards | najlepszy utwór/teledysk z przesłaniem      | Wygrana   |
| 2007 | Juno Awards                 | teledysk roku                               | Nominacja |
| 2007 | MuchMusic Video Awards      | teledysk roku                               | Nominacja |
| 2007 | MVPA Video Awards           | teledysk roku                               | Wygrana   |
| 2007 | OVMA Awards                 | najlepszy teledysk roku                     | Wygrana   |
| 2007 | OVMA Awards                 | najlepszy teledysk pop                      | Wygrana   |
| 2007 | OVMA Awards                 | najlepszy teledysk żeńskiego artysty        | Wygrana   |
| 2007 | OVMA Awards                 | najlepsze kostiumy do teledysku             | Wygrana   |
| 2007 | FzZzC Awards                | najsmutniejsza piosenka roku                | Wygrana   |
| 2008 | ASCAP Pop Music Awards      | najlepiej dystrybuowana piosenka            | Wygrana   |
| 2008 | BMI Pop Music Awards        | nagroda za kompozycję                       | Wygrana   |

## Listy utworów i formaty singla
| Podstawowy singel CD 1. „Hurt” – 4:03 2. „Ain’t No Other Man” (Shapeshifters Mixshow Mix) – 5:24 iTunes maxi singel 1. „Hurt” (Deeper-Mindset Tight Mix) – 7:04 2. „Hurt” (Jack Shaft Edit) – 7:02 3. „Hurt” (Chris Cox Club Mix) – 9:56 4. „Hurt” (JP & BSOD Electro Mix) – 6:01 5. „Hurt” (Jonathan Peters Classic Mix) – 9:30 6. „Hurt” (Jake Ridley Chillout Club) – 5:47 CD-maxi premium singel 1. „Hurt” – 4:03 2. „Hurt” (Jake Ridley Remix) – 5:47 3. „Ain’t No Other Man” (Shapeshifters Mixshow Mix) – 5:24 4. „Ain’t No Other Man” (wideoklip) – 4:53 | Promocyjny singel CD 1. „Hurt” (Radio Edit) – 3:47 2. „Hurt” (Album Version) – 4:03 Promocyjny CD-maxi singel 1. „Hurt” (Deeper-Mindset Mixshow) – 5:54 2. „Hurt” (Deeper-Mindset Tight Mix) – 7:04 3. „Hurt” (Deeper-Mindset Full On Club Mix) – 9:30 4. „Hurt” (Deeper-Mindset Pad a Pella) – 7:16 5. „Hurt” (J.P. & BSOD Electro Mix) – 6:01 6. „Hurt” (Jack Shaft Mixshow) – 5:41 7. „Hurt” (Jack Shaft Main) – 7:02 8. „Hurt” (Jack Shaft Extended) – 8:30 9. „Hurt” (Jack Shaft Dub) – 6:32 10. „Hurt” (Jack Shaft Dub a Pella) – 1:53 |

## Twórcy
- Główne wokale: Christina Aguilera
- Producent: Linda Perry
- Autor: Christina Aguilera, Linda Perry, Mark Ronson
- Dowodzący instrumentami: Eric Gorfain, Christopher Anderson-Bazzoli
- Fortepian: Linda Perry
- Gitara: Eric Schermerhorn
- Gitara basowa: Paul Ill
- Skrzypce: Alyssa Park, Josefina Vergara, Amy Wickman, Marisa Kuney, Victoria Lanier, Julian Hallmark, Julie Rogers, Terry Glenny, Melissa Reiner, Marcy Vaj, Susan Chatman, Isabelle Senger, Ami Levy, Cameron Patrick, Anna Stafford
- Altówka: Leah Katz, Marda Todd, David Sage, Darrin McCann, Caroline Buckman
- Bęben: Nathan Wetherington
- Kontrabas: Jason Torreano, Francis Senger
- Wiolonczela: Richard Dodd, Matt Cooker, John Krovoza, Victor Lawrence, Diego Miralles
- Inżynier dźwięku: Linda Perry
- Asystent inżyniera dźwięku: Kristofer Kaufman
- Operator edytora Pro Tools: Andrew Chavez
- Mixer: Peter Mokran
- Asystent mixera: Seth Waldmann, Sam Holland

## Pozycje na listach przebojów

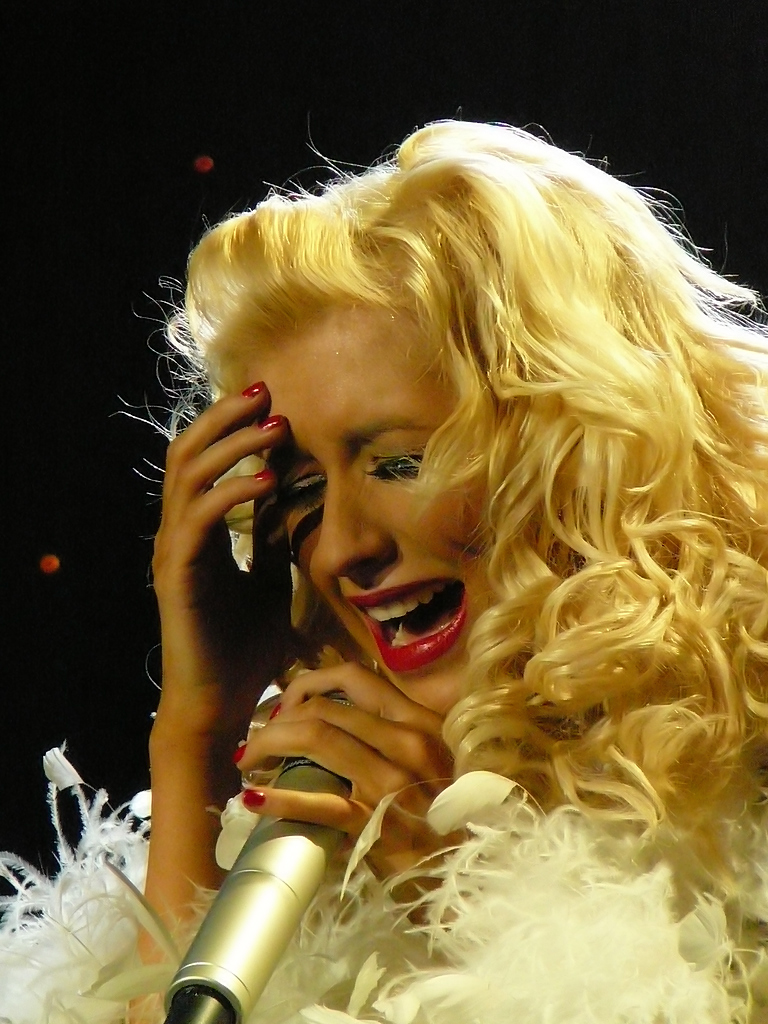
Aguilera wykonuje utwór „Hurt” podczas Back to Basics Tour.

| Kraj/region              | Notowanie (2006)                    | Wydawca                         | Najwyższa pozycja |
| ------------------------ | ----------------------------------- | ------------------------------- | ----------------- |
| Argentyna                | Top 100 Singles                     | IFPI                            | 29                |
| Australia                | Top 100 Airplay                     | AUM Report                      | 1                 |
| Australia                | Top 100 Singles                     | ARIA Charts                     | 9                 |
| Austria                  | Top 50 Airplay                      | MusicTrace                      | 3                 |
| Austria                  | Top 75 Singles                      | Ö3 Austria Top 40               | 2                 |
| Belgia (Flandria)        | Top 30 Airplay                      | Ultratop                        | 2                 |
| Belgia (Flandria)        | Ultratop 50                         | Ultratop                        | 3                 |
| Belgia (Region Waloński) | Ultratop 40                         | Ultratop                        | 5                 |
| Brazylia                 | Top 100 Singles                     | Billboard Brasil                | 1                 |
| Bułgaria                 | Top 40 Singles                      | IFPI                            | 6                 |
| Chile                    | Top 100 Singles                     | Nielsen Chile/IDERE/Monitec     | 10                |
| Chiny                    | Official Singles Chart              | IFPI                            | 14                |
| Czechy                   | Top 100 Singles                     | IFPI                            | 17                |
| Dania                    | Top 20 Airplay                      | Tracklisten                     | 7                 |
| Dania                    | Top 40 Singles                      | Tracklisten                     | 14                |
| Europa                   | Hot 100 Singles                     | Billboard                       | 1                 |
| Europa                   | Nielsen Music Control Airplay Chart | Nielsen Music Control           | 3                 |
| Europa                   | Official Airplay Chart              | IFPI                            | 3                 |
| Filipiny                 | Official Singles Chart              | PARI                            | 3                 |
| Finlandia                | Official Airplay Chart              | IFPI                            | 4                 |
| Finlandia                | Top 20 Singles                      | ÄKT                             | 15                |
| Finlandia                | Top 30 Digital Songs                | ÄKT                             | 2                 |
| Francja                  | Nielsen Music Control Airplay Chart | Nielsen Music Control           | 4                 |
| Francja                  | Official Airplay Chart              | SNEP                            | 4                 |
| Francja                  | Top 100 Singles                     | SNEP                            | 3                 |
| Grecja                   | Official Airplay Chart              | ΕΕΠΗ                            | 3                 |
| Grecja                   | Top 50 Singles                      | ΕΕΠΗ                            | 16                |
| Hiszpania                | Top 50 Singles                      | PROMUSICAE                      | 1                 |
| Holandia                 | Dutch Top 40                        | MegaCharts                      | 2                 |
| Holandia                 | Mega Airplay Top 50                 | MegaCharts                      | 9                 |
| Holandia                 | Mega Single Top 100                 | MegaCharts                      | 2                 |
| Hongkong                 | Top 20 Singles                      | IFPI                            | 1                 |
| Indonezja                | Official Singles Chart              | LIMA                            | 4                 |
| Irlandia                 | Top 50 Singles                      | IRMA                            | 6                 |
| Islandia                 | Official Singles Chart              | IFPI                            | 1                 |
| Japonia                  | Top 100 Singles                     | Oricon                          | 73                |
| Kanada                   | Canada Hot AC                       | Billboard                       | 8                 |
| Kanada                   | Top 200 Singles                     | Nielsen SoundScan               | 3                 |
| Kanada                   | Top 100 Airplay                     | BDS                             | 6                 |
| Kolumbia                 | Official Singles Chart              | ASINCOL                         | 4                 |
| Kostaryka                | Top 40 Airplay                      | Los 40                          | 1                 |
| Luksemburg               | Top 40 Airplay                      | RTL Télé Lëtzebuerg             | 6                 |
| Niemcy                   | Nielsen Music Control Airplay Chart | Nielsen Music Control           | 2                 |
| Niemcy                   | Top 100 Airplay                     | MusicTrace                      | 1                 |
| Niemcy                   | Top 100 Singles                     | Media Control Charts            | 2                 |
| Niemcy                   | Top 30 Airplay                      | Nielsen Music Control/BVMI      | 1                 |
| Norwegia                 | Top 20 Singles                      | VG-lista                        | 11                |
| Polska                   | Top 50 Singles                      | IFPI                            | 15                |
| Portugalia               | Nielsen Music Control Airplay Chart | Nielsen Music Control           | 1                 |
| Portugalia               | Official Airplay Chart              | IFPI                            | 1                 |
| Portugalia               | Top 50 Singles                      | AFP                             | 3                 |
| Rumunia                  | Top 100 Singles                     | Music & Media                   | 6                 |
| Słowacja                 | Top 100 Singles                     | IFPI                            | 2                 |
| Stany Zjednoczone        | Adult Contemporary                  | Billboard                       | 6                 |
| Stany Zjednoczone        | Adult Contemporary Recurrents       | Billboard                       | 2                 |
| Stany Zjednoczone        | Billboard Hot 100                   | Billboard                       | 19                |
| Stany Zjednoczone        | Billboard Hot 100 Airplay           | Billboard                       | 19                |
| Stany Zjednoczone        | Dance/Mix Show Airplay              | Billboard                       | 7                 |
| Stany Zjednoczone        | Digital Songs                       | Billboard                       | 15                |
| Stany Zjednoczone        | Hot Dance Club Songs                | Billboard                       | 1                 |
| Stany Zjednoczone        | Pop 100                             | Billboard                       | 9                 |
| Stany Zjednoczone        | Pop 100 Airplay                     | Billboard                       | 9                 |
| Stany Zjednoczone        | R&R CHR/Pop Charts                  | Radio & Records                 | 10                |
| Stany Zjednoczone        | Top 40 Mainstream (Pop Songs)       | Billboard                       | 10                |
| Szwajcaria               | Top 100 Singles                     | Schweizer Hitparade             | 1                 |
| Szwajcaria               | Top 50 Airplay                      | IFPI/MusicTrace                 | 2                 |
| Szwecja                  | Official Airplay Chart              | IFPI                            | 3                 |
| Szwecja                  | Top 60 Singles                      | Sverigetopplistan               | 2                 |
| Świat                    | Global Dance Tracks                 | Billboard                       | 10                |
| Świat                    | United World Chart                  | Media Traffic                   | 4                 |
| Świat                    | World Chart Show                    | High Energy Radio/Radio Express | 4                 |
| Walia                    | Official Singles Chart              | OCC                             | 6                 |
| Węgry                    | Top 40 Airplay                      | MAHASZ                          | 5                 |
| Wielka Brytania          | UK Official Download Chart          | OCC                             | 15                |
| Wielka Brytania          | UK Singles Chart                    | OCC                             | 11                |
| Włochy                   | Top 50 Singles                      | FIMI                            | 11                |

### Listy końcoworoczne
| Kraj            | Notowanie (2006) | Wydawca              | Pozycja |
| --------------- | ---------------- | -------------------- | ------- |
| Australia       | Top 100 Singles  | ARIA Charts          | 68      |
| Austria         | Top 75 Singles   | Ö3 Austria Top 40    | 50      |
| Holandia        | Dutch Top 40     | MegaCharts           | 49      |
| Izrael          | Top 31 Singles   | Galgalatz            | 3       |
| Liban           | Top 100 Airplay  | NRJ                  | 33      |
| Szwajcaria      | Top 100 Singles  | Schweizer Hitparade  | 24      |
| Wielka Brytania | UK Singles Chart | OCC                  | 150     |
| Kraj            | Notowanie (2007) | Wydawca              | Pozycja |
| Austria         | Top 75 Singles   | Ö3 Austria Top 40    | 20      |
| Francja         | Top 100 Singles  | SNEP                 | 17      |
| Holandia        | Dutch Top 40     | MegaCharts           | 35      |
| Irlandia        | Top 50 Singles   | IRMA                 | 28      |
| Niemcy          | Top 100 Singles  | Media Control Charts | 3       |
| Szwajcaria      | Top 100 Singles  | Schweizer Hitparade  | 22      |
| Wielka Brytania | UK Singles Chart | OCC                  | 25      |

### Listy dekadowe
| Kraj/region | Notowanie (2000−2009) | Wydawca   | Pozycja |
| ----------- | --------------------- | --------- | ------- |
| Izrael      | Top 31 Singles        | Galgalatz | 72      |

## Sprzedaż i certyfikaty
| Kraj              | Wydawca | Certyfikat | Sprzedaż |
| ----------------- | ------- | ---------- | -------- |
| Australia         | ARIA    | złoto      | 35,000+  |
| Austria           | IFPI    | złoto      | 30,000+  |
| Belgia            | IFPI    | złoto      | 20,000+  |
| Dania             | IFPI    | złoto      | 15,000+  |
| Francja           | SNEP    | srebro     | 100,000+ |
| Kanada            | CRIA    | platyna    | 10,000+  |
| Niemcy            | IFPI    | złoto      | 150,000+ |
| Stany Zjednoczone | RIAA    | złoto      | 800,000+ |
| Szwajcaria        | IFPI    | złoto      | 15,000+  |
| Wielka Brytania   | BPI     | srebro     | 200,000+ |

## Historia wydania
| Region            | Data              | Format                      |
| ----------------- | ----------------- | --------------------------- |
| Stany Zjednoczone | 19 września 2006  | singel CD, digital download |
| Australia         | 4 listopada 2006  | singel CD, digital download |
| Niemcy            | 10 listopada 2006 | singel CD, digital download |
| Wielka Brytania   | 13 listopada 2006 | singel CD, digital download |
| Tajwan            | 1 grudnia 2006    | singel CD                   |